# Windows程式集
Windows程式集（前稱Windows Live程式集）是一個由微軟提供的免費軟件。它整合了電子郵件、即時訊息、圖片共享、部落格發佈、安全和其他的Windows Live服務。
此軟件推出的主要目的在於把Windows Live網路服務（如Windows Live Hotmail），整合到Windows系統上。
Windows程式集最新版本為2012。
Windows 程式集2012版已經於2017年1月10日結束支援。

## 可用軟體
這軟體提供以下Windows程式集軟體予用戶選擇安裝：
- Windows Live Mail
- Windows影像中心
- Windows Movie Maker（前稱Windows Live Movie Maker）
- Windows Live Writer
- Microsoft OneDrive（取代Windows Live Mesh，前稱Windows Live Sync）
- 微軟家長監護服務

此外，這軟體也提供以下相關軟體予用戶選擇安裝：
- Bing工具列
- Microsoft Silverlight
- Microsoft Office Outlook Connector

## 歷史

### Essentials and Windows Live Dashboard（Wave 1）
2006年8月25日，微軟開始測試Windows Live Essentials的服務。這項服務非常類似Google系列的Google軟體集。然而，原始的Windows Live Essentials旨意讓用戶發現新的Windows Live服務。Windows Live Essentials網站與Windows Live Dashboard緊密結合，它讓用戶知悉他們正使用的服務和有什麼新的Windows Live軟件和服務可用。Windows Live Dashboard要求用戶登錄他們的Windows Live ID以檢查軟件是否已經被下載。當時，網絡服務如Windows Live Hotmail也是清單的一部分。
最初版本發佈不久後，原來的Windows Live Essentials網站變得不可用，網站被重定向到Windows Live Betas（後稱Windows Live Ideas），而Windows Live Dashboard也變得不可用。

### Windows Live Installer（Wave 2）
Windows Live Dashboard隨2007年5月30日發佈"Windows Live Installer"，統一安裝Windows Live Messenger 8.5、Mail and Writer，Windows Live Dashboard再現。於"Windows Live Wave 2"，Windows Live Installer是該網站的名稱，而軟件的目的是讓用戶搜索、下載和安裝Windows Live軟件。用戶能夠在網站選擇他們希望安裝的Windows Live軟件，該網站將傳遞的信息來統一安裝軟件。

### Windows Live Essentials 2009 （Wave 3）
Windows Live Installer後來更新至"Windows Live Wave 3"，並加入了Windows Live Movie Maker（試用版）和Microsoft Office Outlook Connector。在2008年10月29日，於Professional Developers Conference 2008上，微軟宣佈將Windows Live Installer改名為Windows Live Essentials，並整合到Windows 7以允許用戶下載包含的Windows Live應用程序。但是，Windows Live Essentials將不被「捆綁」在Windows 7作業系統。
2008年12月15日，"beta refresh"版本的Windows Live Essentials釋出，此版本基於之前的測試版用戶的反饋而作出修訂，並引進一個以共同的主題設計的新標誌，"beta"字句亦被刪去。
2009年1月7日，最後版本發佈。
微軟於2009年2月13日及2009年8月19日更新Windows Live Essentials Wave 3，而Windows Live Movie Maker亦自2008年12月發佈的版本以來首次脫離測試版。

### Windows Live程式集2011（Wave 4）
微軟於2010年6月24日發佈了Windows Live Essentials Wave 4公共測試版。更新的應用包括Windows Live Messenger、Mail、Photo Gallery、Movie Maker、Writer、Family Safety、Mesh, and Messenger Companion。
Windows Live Mesh是用來取代以前的Live Mesh，並允許PC和Mac用戶保持他們的文件，圖片和音樂同步多台電腦。微軟還宣佈Windows Live Toolbar將被終止並以Bing Bar取代。此外，Ribbon介面第一次引入至Windows Live Photo Gallery, Mail, and Writer。
Wave 4 beta已經停止支援Windows XP，只能於Windows Vista或Windows 7上運行。
2010年9月30日，微軟發佈了最終版本的Windows Live Essentials Wave 4，並正名為Windows Live Essentials 2011，中文釋名為Windows Live程式集2011。

### Windows程式集2012（Wave 5）
微软于2012年8月7日发布了Windows Essentials 2012，官方表示Windows 7、Windows 8 或 Windows Server 2008 R2能够使用Windows Essentials 2012，但实际上Windows 10也能安装使用。 Windows Essentials首次引入了OneDrive（当时称SkyDrive），但删除了Windows Live Mesh，Messenger Companion和Bing Bar。由于Windows 8自带了安全功能，所以只有Windows 7的用户能够使用Family Safety。此外，Windows Essentials 2012的安装程序上移除了Windows Live标志，Photo Gallery和Movie Maker也不再使用Windows Live标志，名字也分别变为Windows Photo Gallery和Windows Movie Maker。这两个程序也集成了2011版以来的更新与增强。 Windows Live Messenger，Windows Live Mail和Windows Live Writer等程序则没有显着的变化，并保留了Windows Live标志。
微软2017年1月10日终止对Windows软件包2012的支持。

## 系统需求
Windows 程式集 2012 有下列需求：
作业系统：32 或 64 位元版本的 Windows 7、32 或 64 位元版本的 Windows 8 或 Windows Server 2008 R2。
处理器：支援 SSE2 的 1.6 GHz 或更快的处理器。 Pentium 4 或更新款处理器以及 AMD K8 或更新款处理器都支援 SSE2。
记忆体：1 GB 的 RAM (含) 以上
解析度：最少为 1024 × 576
网际网路连线：需具备拨接或高速网际网路存取 (个别提供，可能需支付市内或长途通信费用)，才能使用线上服务。针对某些功能建议使用高速网际网路存取。
图形卡：Windows Movie Maker 需要可支援 DirectX 9.0c 或更高版本及 Shader Model 2 或更高版本的图形卡。如果是 Windows 7 的 DirectX 9 硬体，请移至 Windows Update。

Windows 影像中心和 Movie Maker 需要 DirectX 10 的部分功能。若在您的电脑上找不到这些元件，可能会为您安装此元件。